# Castianeira dorsata
Castianeira dorsata är en spindelart som först beskrevs av Banks 1898.  Castianeira dorsata ingår i släktet Castianeira och familjen flinkspindlar. Inga underarter finns listade.